# Campionati tedeschi di ski cross 2019
I Campionati tedeschi di ski cross 2019 si sono svolti a Grasgehren, il 31 marzo. Il programma ha incluso sia la gara femminile che la gara maschile. 
Trattandosi di competizioni valide anche ai fini del punteggio FIS, vi hanno partecipato anche sciatori di altre federazioni, senza che questo consentisse loro di concorrere al titolo nazionale tedesco.

## Risultati

### Uomini
| Pos. | Atleta            | Nazione  |
| ---- | ----------------- | -------- |
| 1    | Florian Wilmsmann | Germania |
| 2    | Daniel Bohnacker  | Germania |
| 3    | Tobias Mueller    | Germania |
| 4    | Tim Hronek        | Germania |
| 5    | Cornel Renn       | Germania |

### Donne
| Pos. | Atleta             | Nazione   |
| ---- | ------------------ | --------- |
| 1    | Heidi Zacher       | Germania  |
| 2    | Daniela Maier      | Germania  |
| 3    | Katerina Neumanova | Rep. Ceca |
| 4    | Celia Funkler      | Germania  |
| 5    | Anna-Maria Mangold | Germania  |